# Рашид, Абдель Аль
Абдель Аль Ахмед Рашид (араб. عبد العال احمد راشد‎; 27 декабря 1927) — египетский борец греко-римского стиля, бронзовый призёр Олимпийских игр.

## Биография
На Летних Олимпийских играх 1952 года в Хельсинки боролся в полулёгком весе (до 62 килограммов). По регламенту турнира борец получал в схватках штрафные баллы. Набравший 5 штрафных баллов спортсмен выбывал из турнира. Титул оспаривали 17 борцов.
Египетский борец сумел попасть в финал с 5 штрафными баллами, поскольку остальные борцы, за исключением ещё двух финалистов, имели в пассиве больше штрафных баллов, чем Абдель Аль Рашид. В финале чисто проиграл советскому борцу Якову Пункину, а поскольку ещё в четвёртом круге египтянин проиграл и второму финалисту Имре Пойяку, занял третье место с бронзовой медалью Олимпиады. Эта медаль стала единственной для Египта на этих Олимпийских играх.    
| Выступление на Олимпийских играх 1952 года | Выступление на Олимпийских играх 1952 года | Выступление на Олимпийских играх 1952 года | Выступление на Олимпийских играх 1952 года | Выступление на Олимпийских играх 1952 года | Выступление на Олимпийских играх 1952 года | Выступление на Олимпийских играх 1952 года |
| Круг                                       | Соперник                                   | Страна                                     | Результат                                  | Баллы                                      | Всего баллов                               | Время схватки                              |
| ------------------------------------------ | ------------------------------------------ | ------------------------------------------ | ------------------------------------------ | ------------------------------------------ | ------------------------------------------ | ------------------------------------------ |
| 1                                          | Рольф Эллерброк                            | Германия                                   | Победа Туше                                | 0                                          | 0                                          | 8:30                                       |
| 2                                          | Умберто Триппа                             | Италия                                     | Победа По очкам                            | 2-1 -1                                     | -1                                         |                                            |
| 3                                          | Эркки Талосела                             | Финляндия                                  | Победа По очкам                            | 3-0 -1                                     | -2                                         |                                            |
| 4                                          | Имре Пойяк                                 | Венгрия                                    | Поражение По очкам                         | 1-2 -3                                     | -5                                         |                                            |
| 5                                          |                                            |                                            |                                            |                                            |                                            |                                            |
| Финал                                      | Яков Пункин                                | Союз Советских Социалистических Республик  | Поражение Туше                             |                                            |                                            |                                            |